# Квинт Минуције Руф
Квинт Минуције Руф (лат. Quintus Minutius Rufus) је био римски војсковођа и конзул 197. п. н. е. Као конзул успешно је ратовао са Лигурима.

## Рана каријера
Током 211. п. н. е. служио је као легат у војсци Апија Клаудија Пулхера, приликом опсаде и освајања Капуе. Сенат га је током 210. п. н. е. звао заједно са осталим легатима да би се расправљало о судбини Капуе и њених становника. Изабран је за плебејскога едила 201. п. н. е.

## Претура у Локрију
Изабран је 200. п. н. е. за претора у Брутију. Добио је једну латинску легију. У то доба покраден је један од изузетно важних храмова, храм Прозерпине у Локрију. Тај храм је и раније био покраден, након што је Сципион Африканац освојио Локри и предао га Квинту Племинију. Тада су крадљивци били кажњени, а храм је био обештећен. Сенат је тражио од Квинта Минуција Руфа да добро истражи и нађе и казни кривце. Пронашао је одређене кривце, продао им имовину надокнадивши храму део почињене штете. Мандат му је ипак продужен током 199. п. н. е. да би као пропретор могао да настави истрагу.

## Конзули и избор провинција
Именован је за конзула 197. п. н. е. заједно са Гајем Корнелијем Цетегом. Два конзула намеравала су да приликом избора провинција коцком један од њих добије Македонију, а други Италију. Македонија је била занимљива као провинција, јер је био у току Други македонски рат, па би онај конзул који добије Македонију могао да се прослави окончањем рата. Међутим народни трибуни су се успротивили томе да се Македонија додели било коме од два конзула. Тврдили су да су дотада конзули потрошили много времена на путу до Грчке и до почетка војних операције, па би им остало мало времена да до јесени било што учине. Сматрали су да би Тит Квинкције Фламинин могао да оконча рат, ако му се продужи империјум. На крају су народни трибуни и конзули препустили сенату да донесе коначну одлуку, а она је гласила да конзули добијају Италију, а Тит Квинкције Фламинин је био овлаштен за рат у Македонији.

## Успеси у рату са Лигурима
Сваки од конзула добио је по две легије за рат у Цисалпинској Галији. У то време Инсубри и Ценомани били су под оружјем. Гај Корнелије Цетег је кренуо директно према Инсубрима, а Квинт Минуције Руф је кренуо према Јадранском мору, а онда је кренуо према Лигурији. Након заузимања лигурска два утврђена града Кластидија и Литубија Руфу се предало 15 градова. Са јужне стране реке По само се Боји и Илвати нису предали. Пошто су чули за долазак две конзулске војске Боји су се удружили са Ценоманима и Инсубрима. Када је стигао извештај да Квинт Минуције Руф пали поља, која припадају Бојима, дошло је до поделе, па су Боји отишли да бране своје територије, а Инсубри и Ценомани остали да бране своје. Гај Корнелије Цетег је успео да придобије Ценомане, да издају Инсубре, па је након тога успео да победи Инсубре. Руф је у почетку пустошио територију Боја, а када су се Боји вратили са територије Инсубра, онда се више држао логора, очекујући одлучујућу битку са Бојима. На вест о поразу Инсубра Боји су се разишли по својим селима, па је Квинт Минуције Руф наставио да пустоши њихова поља, села и фарме. Једино непокорено племе остали су Илвати, па је на њих повео војску, али пошто су сазнали за пораз осталих галских и лигурских племена онда су се и они предали.

## Спорни тријумф
Када су се два конзула вратила у Рим тражили су заједнички тријумф, али народни трибуни су се успротивили и захтевали су да сваки конзул затражи тријумф за себе. Сматрали су да није једнак допринос два конзула, односно да је Гај Корнелије Цетег заслужио тријумф, а да Квинт Минуције Руф није заслужио. Тако је било и одлучено, па је Гају Корнелију Цетегу одобрен тријумф, а Руфу није одобрен, иако је његов колега Цетег истицао његове заслуге. Цетег је истицао да ни он не би могао да победи Инсубре, да Руф није палио поља од Боја и натерао их да се врате, да бране своју територију. Руф је онда организовао овацију због победе над Лигурима и Бојима на Албанским планинама о властитом трошку.

## Дипломатске мисије
Уочи Галаћанскога рата био је један од легата, који су 189—188. п. н. е. били у мисији заједно са проконзулом Гнејем Манлијем Вулсоном са циљем да утаначе услове мировног споразума са Антиохом III Великим. Након победе у Галаћанском рату појавило се питање да ли Гнеј Манлије Вулсон заслужује тријумф. Став десетерице комесара био је да није био овлаштен за тај рат и да је започео рат без одобрења Сената. Током 183. п. н. е. био је у трочланом изасланству у Трансалпинској Галији са задатком да покушају да спрече упад Гала у северну Италију.